# Monument aux morts de Lectoure
Le monument aux morts de Lectoure (Gers, France) est consacré aux soldats de la commune morts lors des conflits du XXe siècle.

## Caractéristiques
Le monument est érigé sur une place donnant sur le cours Gambetta, non loin du centre ville de Lectoure, à la jonction de l’ancienne ville et du faubourg Saint-Gervais.
Le monument, en granite gris de Bretagne, est constitué d'une obélisque portant la statue d'une Victoire ailée tenant une couronne de laurier dans chacune de ses mains dressées. Sous la Victoire, un bas-relief représente la tête casquée de deux poilus, de profil.
Les noms des soldats de la commune morts au combat au XXe siècle sont gravés sur le monument,. Il mesure au total 7,60 m.

## Histoire
Le monument est l'œuvre du sculpteur Carlo Sarrabezolles,. La construction est décidée dès le début 1923. Le monument aux morts est inauguré le 11 novembre 1923, ayant coûté 49 000 francs. La grille d'entourage est ajoutée en 1925.
Initialement érigé devant l'hôtel de ville, le monument est déplacé à son emplacement actuel en 2005.
Le monument aux morts est inscrit au titre des monuments historiques le 18 octobre 2018. Il fait partie d'un ensemble de 42 monuments aux morts de la région Occitanie protégés à cette date pour leur valeur architecturale, artistique ou historique.